# Ан (буква древнепермского алфавита)
Ан (𐍐, коми ан, также а и аз) — первая буква древнепермского алфавита, использовавшегося для записи языка коми и в качестве тайнописи старорусского языка. От названий этой и последующей букв алфавита, ан (а) и бур, образовано одно из названий древнепермского письма — анбур (абур).

## Использование
Буква 𐍐 обозначала звук [a], что соответствует кириллической букве А а в алфавите Молодцова и современном алфавите. В русских тайнописных текстах также соответствует кириллической а.
Также использовалась для обозначения числа 1 (иногда в сочетании с титлом, аналогично кириллической системе счисления).

## Название
В различных списках встречаются варианты названий а и азъ (шуй-вариант, близкий к древнепермскому оригиналу и вычегодскому диалекту), а также анъ (шой-вариант, близкий к сысольскому диалекту). В. И. Лыткин полагает, что первоначальным названием буквы было а, то есть просто соответствующий букве звук, а вариант аз возник под влиянием русского названия буквы А (азъ). Название ан, возможно, связано со словом ‘челюсть’ в языке коми.

## Начертание
Происхождение буквы, предположительно, связано с русской буквой а и, через неё, с греческой буквой α.
Буква ан имеет большое разнообразие вариантов начертания. В древнепермских записях ферапонтовского списка «Сорока бесед на Евангелие» Григория Синаита буква пишется в два отдельных штриха, чаще всего принимая F-образную форму, а в записях Гаврилы Кылдася в усть-вымском списке «Постнических слов» Исаака Сирина — одним штрихом, в Z-образном начертании.
У данной буквы существует надстрочный вариант (◌𐍶), употреблявшийся аналогично кириллическим буквотитлам, например, в имени 𐍐𐍑𐍠𐍐𐍶𐍜 (коми Абраам).

## Кодировка
Обычная и надстрочная формы буквы были закодированы в блоке Юникода «Древнепермское письмо» (англ. Old Permic) в версии 7.0, вышедшей 16 июня 2014 года, под кодами U+10350 и U+10376 соответственно.